# Ahmad Mohammadi
Sejjed Ahmad Mohammadi (pers. سید احمد محمدی; ur. 11 stycznia 1992) – irański zapaśnik w stylu wolnym. Zdobył srebrny medal na mistrzostwach świata w 2014 i brązowy w 2015. Pierwszy na mistrzostwach Azji w 2014. Triumfator Pucharu Świata w 2014 i 2015.